# 守護霊
守護霊（しゅごれい、英 : guardian angel, guardian spirit）とは、人などに付きその対象を保護しようとする霊のことである。西洋の心霊主義における「Guardian Spirit」の訳語として、心霊研究家浅野和三郎が提唱して定着したものとされる。

## 概要
守護霊は、人などを守ろうとする意思を持っている霊的な存在のことで、スピリチュアリズム、心霊主義、ヨーロッパなどキリスト教圏、あるいは民間信仰でしばしば言及されているものである。
生まれつき何らかの要因（生まれた時期や季節など）によって所定の霊が付くと考える人や、先祖など当人に縁のある故人であると考える人、また当人の行いによって良い行い（徳）を積むことで良い霊が集まるという人もある。いずれにせよ当人が災難にあわないよう守ってくれている、と考えられている。
守られ方に関する説明については、信仰ごとに考え方がそれなりに異なっており、様々な類型がある。運命に影響して不運を遠ざけ幸運を招くとされるもの、当人の選択が間違っていて悪い結果を招く場合などに夢枕に立って諭すとされるもの、あるいは危機に際して身を挺して災難が降りかかるのを防ぐとされるもの、または呪いなど霊的な災いに際してその効果を打ち消すとされるもの、などがあるのである。
日本では物に取り憑いて、その繁栄や安全に寄与する妖怪や神霊などが、守護霊とされる場合もある。　例えば家に取りついて家を繁栄させる座敷わらし、船に憑いて安全を守る船霊なども、守護霊とされている。
ドイツでは、守護霊を物理的に隔離できると考え、ウイーンの宝物殿において、ある男の守護霊をガラス箱に入れて展示していた。
特に祖霊信仰など、先祖が子孫を守護していると考える信仰では、先祖を祭ることで守護霊の力を強め、現世における子孫の生活をより強く守ってもらおうとすることもある。その一方で、トーテムのように自らの部族や一族に所定の動物の霊的な力が作用していて、これの力を得ようという考え方もあり、生きている側の働き掛けによって守護する側の霊にも何らかの影響が現れるという考え方もある。
キリスト教の信仰では、守護天使という存在にも言及されることがある。天使はそれ自体が神の延長にある存在だが、この守護天使は各々の個人に付き添っていると考えられており、人間を導くとされている。なおこの守護天使は記録天使として、各々の個人の良しに付け悪しきに付け記録をとっていて、死後の行く先決定に関与しているとも考えられている。
人は守護霊という不可視の存在によって常に見守られている、とし、自身のありようを良きにつけ悪しきにつけ見ているのだから、自らの価値観で判断するだけではなく、こういった存在から客観的に見られても正しいと判断されるように行動しよう、と考える人もいる。
なお、こういった霊的な力を呪術的な手法で意図的に自らに「取り憑かせ」て、本願を成就しようという考えも見出せる。いわゆる犬神では、極限状態に置いた犬の生存に対する執念とも怨念ともいえるものを霊的な装置とみなして、その極限にある犬の首を刎ねて祭るという風習が見出せる。ただしこちらは忌み物としての側面もあり、この犬神を祭る一族を穢れとして扱う風習も見られる。
ただし、いわゆる霊感商法の類では、実際には何ら霊的な能力が無い人が、「付き添っている霊の力を強める」と言いつつ、高価な物品を売り付けるような事例も多いので注意が必要である。

## スピリチュアリズムにおける守護霊
スピリチュアリズムにおいては、守護霊は生者をサポートする守護霊団（浅野和三郎の言うところの背後霊）の中心となる霊で、すべての生者には必ず担当の守護霊がつく。一人の人間につく守護霊は一人とされ、原則として人が生きている間は交替しないとされてきたが、最近では複数の守護霊が交代でサポートしているという説が主流となっている。スピリチュアリズムにおける守護霊の役割は人を守る（護霊的役割）というよりも、生を受けた人の霊的目的を達成するための手助けをすることとされ、目的を達するために必要と判断されれば、生者にとって一見不幸・不運とされる出来事や不遇な環境を用意することさえあるという。
また、守護霊は霊格が高く現世とは離れた所（霊界）にいるために直接現世に干渉することが難しいとされ、より現世の近くで活動できる指導霊や補助霊などの助けを借りることで守護霊自身の役目を果たすという。また守護霊は高次元の霊視で視られるとも言われる為、一般の霊能者には本物の守護霊を霊視する事はほとんどないとされ、この説に則るならスピリチュアリズムの知識のない霊能者が指導霊や補助霊、若しくは憑依霊を守護霊と視誤るケースが少なくないと考えられる。
さらに、守護霊はどの霊がなるかについては、「約250年前から700年前に他界した古い祖先霊が守護霊となる」という説のほかに、類魂説(生者の魂は霊界に存在する固有の霊団グループソウルに属していて、その一部が分霊となって肉体に宿っているとする説)においては本人の所属する類魂の霊、ないしはその類魂に関係の深い高級霊がなると考えられている。
ただし、イギリスの降霊会ハンネン・スワッファー・ホームサークルによれば、守護霊の決定は、霊的な成長レベルや、カルマの清算という純粋な霊的要因によって決められるため、血縁者が守護霊になるケースは稀であると言われている。
守護霊は基本的に人霊がその任に就き、動物霊や神がなることはない。しかし、まれに龍神などの自然霊が守護霊である場合も報告されている。小桜姫物語によれば、人類が地上に誕生した当初は、自然霊が守護霊の役目を引き受けたが、時代がすぎると立派な霊性を備えた人霊が増えていき、次第に人霊の守護霊が増えていった。

### 指導霊
spirit guideの訳語。守護霊団のうち生者の才能をつかさどる霊で、芸術、音楽、技術、学業、研究、スポーツなど専門分野・特定分野において生者の能力をサポートする役目を持つ。複数の霊が指導に当たることもあり、人生の場面ごとに必要な能力に応じて交代もする。生者が努力するごとに指導霊との関係は深くなり、多くのインスピレーションを与えることが可能となる。逆に著しく怠けていたりすると影響を及ぼすことが困難になり、指導霊がいなくなる場合もあると考えられている。潜在的には守護霊の下に多数の霊が指導霊候補として控えているとされる。
広義には、人類や国、集団などを指導する高級霊を指す場合もある。

### 支配霊
control spirit。生者の運命を制御する霊。生者はあらかじめ大まかな運命を決めて生まれてくるが、その運命の成り行きをコントロールするのが支配霊の役目とされている。結婚や就職など人生の大きな転機や、配偶者や親友との出会いなどに強く働く。

### 補助霊
spirit helpers。守護霊や指導霊、支配霊を補佐し、地上(現世)との間を取り持つ役目を持つ霊。守護霊や指導霊ほどには霊格は高くなく、地上への影響力に長けている。先祖など血縁者の霊がその任に当たる場合も少なくない。